# Вежњача
Вежњача (конјунктива) је слузокожа која покрива унутрашњу површину капака и у виду широких набора и беоњачу све до рожњаче. Колико је мала по својој површини, толико је важна због свог положаја. Наиме, изложена је многим штетним дејствима спољне средине, као што су микроорганизми, па су обољења вежњаче веома честа. Додуше, сузе штите конјунктиву испирањем, а садрже и ензиме и антитела која спречавају развој бактеријске инфекције. По учесталости, запаљење вежњаче или конјуктивитис различитог порекла је на првом месту свих запаљења у пределу ока у развијеним земљама. Почиње обично гребањем и пецкањем у очима, црвенилом које се уочава на беоњачи, појачаним сузама и накупљањем крмеља, посебно уочљивих ујутру. Знакови запаљења и тежина обољења зависе од узрочника, који су врло различити и зато могу имати различите последице. Теже упале узрокују чак и одумирање ткива. Зато је и лечење различито.